# Мелетий (Спандонидис)
Митрополи́т Меле́тий (греч. Μητροπολίτης Μελέτιος, серб. Митрополит Мелентије, в миру Меле́тиос Спандони́дис, греч. Μελέτιος Σπανδωνίδης; 28 июля 1824, Сере — 27 августа 1895, Призрен) — епископ Константинопольской православной церкви, митрополит Рашско-Призренский.

## Биография
21 ноября 1837 года в Бунаском монастыре был пострижен в монашество. 11 января 1838 года был рукоположен в сан диакона. Познакомился с митрополитом Драмским Неофитом, который с 1836 по 1838 год был наместником Серской епархии. В 1842 году Неофит переехал в Деркскую епархию, и он взял его с собой в качестве протосинкелла. Поступил в Халкинкую богословскую школу, которую окончил в 1849 году.
14 марта 1854 года был рукоположен в митрополита Рашско-Призренского. Митрополит Мелетий прибыл в Призрен в марте 1854 года. Мелетий поддерживал сербское просвещение, но запретил использование современного сербского языка в богослужении вместо церковнославянского. 1 октября 1871 года с его благословением была открыта Призренская духовная семинария. Также была Построена новая церковь святого Георгия.
В 1861—1862 годы был в Стамбуле в качестве члена Синода или наместника патриаршего престола в 1863 году. 12 мая 1863 года освещает церковь святого Василия в верхней Сербии (под Призреном). 10 июля 1864 года окончательно возвращается из Стамбула в свою епархию. С 1871 по 1874 год он снова жил в Стамбуле. В остальное время он путешествовал по епархии. В 1891—1892 годы был в Шкодере, в 1893 году — в Гнилане. На каждую Пасху просил пашу в Призрене выпустить заключённых-христиан, чтобы они могли пойти на литургию, а потом на обед к нему. Он построил митрополию в Приштине и подарил тамошней церкви дом, в котором много лет находилось сербское консульство. Дарит Белградской семинарии 180 золотых турецких лир для улучшения церковного пения.
Его оценки его деятельности в Призрене противоречивы. Милойко Веселинович и Петр Костич, хвалить его работу. Костич отчечал, что Мелетий «не является фанатичным грек», в то время как Бранислав Нушич говорит, что Мелетий заботился только о сборе владычины, а Панта Сречкович утверждал, что «любил устривать гуляния и веселиться с цыганками». В 1894 году король Александр Обренович вручил ему орден святого Саввы I степени.
Он умер 27 августа 1895 года в Призрене и был похоронен в церкви святого Георгия. Вместо него Синод Константинпольского патриархата назначил епископа Дурреского Виссариона, который, однако, не был принят сербским населением, которое многие годы добивалось назначение серба на эту кафедру. Синод пошёл на встречу этим требованиям и хиротонисал на эту кафедру серба Дионисия (Петровича).